# Malotwana Siding
Malotwana Siding é uma vila localizada no Distrito de Kgatleng, em Botswana. Segundo o censo de 2011, possuía uma população total de 608 habitantes.
A vila conta com uma escola primária comunitária chamada Boiteko Primary School, que atende crianças da região.